# Blanche du Massif central
Pour les articles homonymes, voir BMC.
La Blanche du Massif central (BMC) est une race ovine française originaire de la Margeride, dans la partie sud du Massif central. C'est une brebis à la toison et la peau blanche, avec une tête longue et fine. Elle se caractérise notamment par sa rusticité, et sa capacité d'adaptation à des conditions difficiles, en montagne sèche et aride comme dans les causses mais également sous des climats plus continentaux. Les élevages sont de grande taille et produisent des agneaux de bergerie, qui peuvent être valorisés sous différents labels de qualité. Le schéma de sélection est le plus important pour une race ovine allaitante, et dispose de stations de contrôle individuel et d'une coopérative d'insémination artificielle. On compte aujourd'hui environ 350 000 brebis Blanches du Massif central, principalement localisées dans la partie sud de la région éponyme.
Elle est proche des races lacaune viande et Préalpes du Sud.

## Origine
La Blanche du Massif central est originaire de la Margeride, région montagneuse située sur les départements du Cantal, de la Haute-Loire et de la Lozère. Elle appartient au rameau des races ovines « caussenardes », que l'on trouve dans le sud et le sud-ouest du Massif central. D'abord appelée « Blanche de Lozére », au fur et à mesure de son développement elle prend le nom de Blanche du Massif central. L'association des éleveurs de la race est créée en 1967, et elle met en place le livre généalogique de la race. En 1969, la première structure visant à sélectionner les béliers de la race voit le jour en Lozère, devenue depuis une station de contrôle individuelle. Puis la race franchit une étape supplémentaire avec la création de son UPRA en 1976. Une deuxième station de contrôle individuelle apparait en 1980 en Haute-Loire.
La race comptait 380 000 brebis lors du recensement général agricole de 2000, ce qui en fait la première race ovine allaitante française en termes d'effectif.

## Description

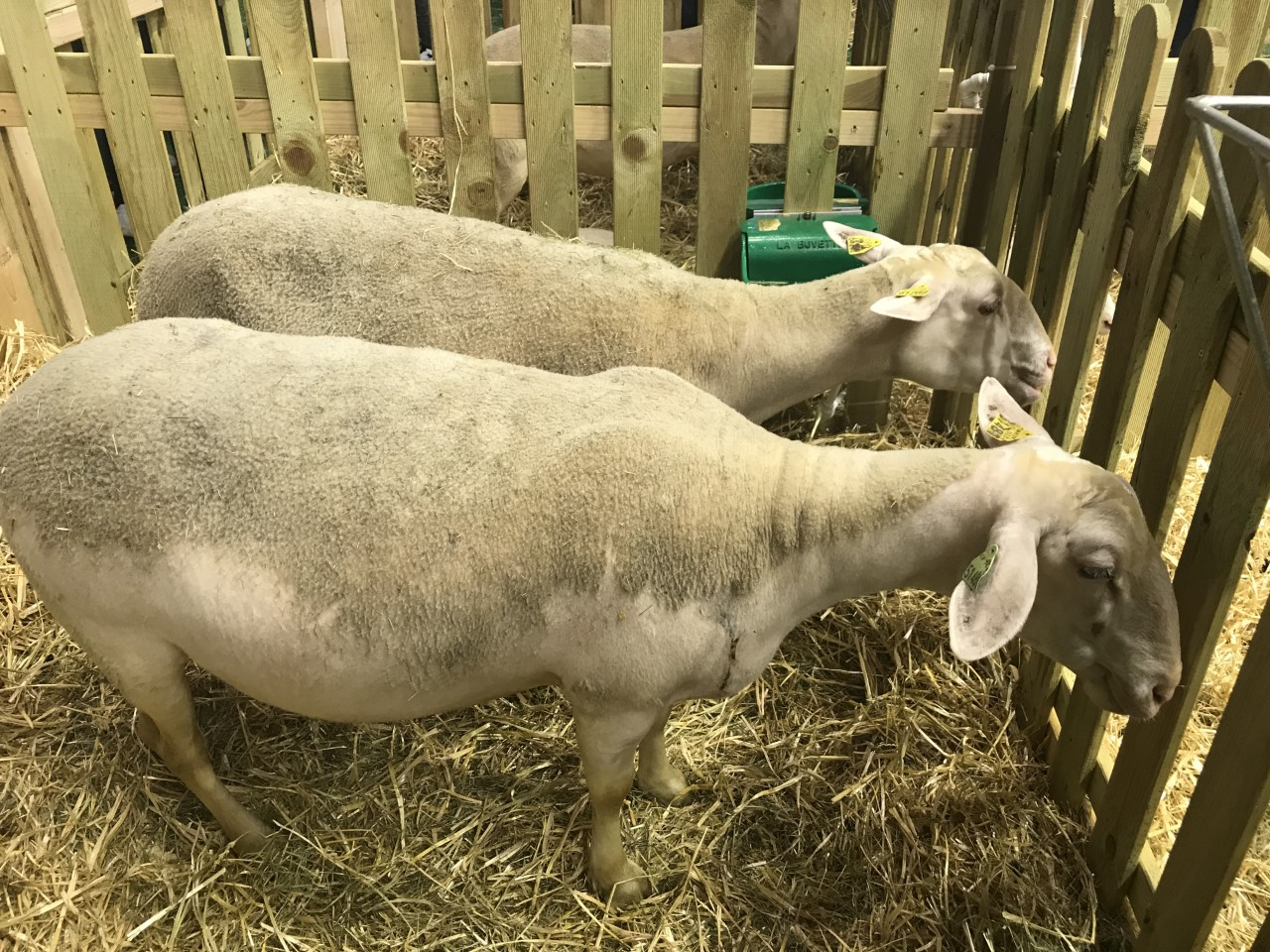
Brebis

La Blanche du Massif Central est une brebis à la toison blanche, qui ne recouvre pas la tête, le dessous du cou ni le ventre, et ne descend pas en dessous des jarrets et des genoux. Sa tête fine est plutôt longue, et porte deux oreilles assez longues et légèrement pendantes. Elle présente de nombreuses ressemblances avec la préalpes du Sud et la lacaune. Les femelles pèsent entre 55 et 80 kg et les mâles entre 90 et 140 kg.

## Aptitudes
Ses caractéristiques de productions sont très intéressantes pour une race rustiques : valeur laitière et prolificité élevées. Les femelles mettent bas environ 1,6 agneau par brebis au sein du schéma de sélection. Les meilleurs élevages atteignent même 1,8. Les agneaux présentent un gain de poids élevé entre 30 et 70 jours : 374 g/j pour les mâles simples. Les agneaux sont abattus à l'âge de 110 jours, et pèsent alors entre 35 (femelles) et 40 kg (mâles).
La Blanche du Massif central est une race rustique, qui peut s'adapter aux conditions arides de sa région d'origine comme à des climats de montagne plus continentaux. C'est une bonne marcheuse adaptée à l'élevage dans les parcours. Elle se désaisonne facilement et peut donc produire des agneaux à n'importe quelle période de l'année. Cette qualité augmente d'environ 1/4 la productivité de la race.

## Élevage
Les troupeaux de Blanche du Massif central sont de grande taille : presque 400 brebis en moyenne. Les rythmes d'agnelage sont variables, certains élevages ayant un agnelage par an quand d'autres pratiquent un rythme plus accéléré, avec par exemple trois agnelages en deux ans.
La Blanche du Massif central est moins utilisée en croisement avec des races bouchères que les autres races rustiques, car ses carcasses sont lourdes car de grand format et peu grasses. Les animaux sont à 75 % classés en R3. Ils sont valorisés à travers plusieurs labels, comme l'Agneau de l'Adret, le Grillonnet, Terres d´Agneaux, Elovel, Agneaux Bio et Agneaux du Pays d´Oc. Ses labels concernent 55 % des agneaux de la race. Les agneaux légers sont exportés vers l'Espagne ou l'Italie. Il faut noter que 90 % des agneaux sont finis en bergerie.
À noter qu'Elovel est un des rares exemples de SOQ lié à une seule race et un seul département : la Blanche du Massif Central produite en Lozère.

## Sélection

Logo de l'OS ROM Sélection

Le schéma de sélection de la race est géré par l’Organisme de Sélection (OS) Races Ovines des Massifs, une structure qui s’occupe conjointement de 6 races ovines rustiques du Massif central : la Blanche du Massif central, la limousine, la grivette, la rava, la noire du Velay et la bizet.
Le schéma de sélection est le plus important parmi les schémas de sélection ovin allaitant, et concerne 35 000 brebis inscrite au contrôle de performance, chez 85 éleveurs. Il met essentiellement l'accent sur l'amélioration des valeurs laitières et des qualités maternelles, puis sur celle des aptitudes bouchères à travers la conformation, le gras et la vitesse de croissance, et enfin sur la prolificité. Pour arriver à ses fins, le schéma de sélection dispose d'une station d'évaluation des béliers situés sur deux sites différents : le Villaret, à Saint-Alban, en Lozère, et Paysat-bas à Mazeyrat-d'Allier, dans la Haute-Loire. Ces deux stations accueillent plus de 1 000 béliers par an, dont les meilleurs sont utilisés en insémination artificielle. La coopérative d'insémination réalise 18 000 inséminations chaque année et détient 120 béliers.

## Répartition
Le berceau de la race est la Margeride, mais elle s'est par la suite beaucoup développée dans le reste du Massif central où elle est aujourd'hui très bien représentée. La population actuelle de 350 000 brebis est principalement située en Auvergne, qui regroupe 50 % des effectifs, avec notamment un important contingent de plus de 100 000 brebis dans la Haute-Loire. Elle est également très bien représentée en Occitanie et en Nouvelle Aquitaine et plus globalement dans tout le sud de la France. On trouve également la race en Europe de l'Est, en Asie centrale et dans les Antilles.